# Alcossebre
Alcossebre, en valencien et officiellement Alcocebre en castillan, est une zone habitée touristique située sur le territoire de la commune d'Alcalà de Xivert dans la province de Castellón, en Communauté valencienne, en Espagne. Cette zone est composée de plusieurs centres habités, dont les centres anciens de Alcossebre et de Cap i Corp, et de zones aménagées récemment comme Las Fuentes et el Pinar.
Alcocebre est un petit village côtier composé de dix kilomètres de côtes sur cinq plages de grande qualité et une variété de plages vierges. C'est l'un des rares villages qui ne soit pas entièrement urbanisé (à l'inverse de la plupart des villes côtières).
Situé sur la Costa del Azahar, entre Peñíscola au nord et Torreblanca au sud. En plus de sa zone côtière, Alcocebre offre différents points de vue de montagnes appartenant au parc naturel de la Sierra de Irta.

## Géographie
Alcocebre possède de vastes plages, faisant partie de la Costa del Azahar. On peut citer les plages de la Romana, el Moro, les Fonts, el Carregador, Tres Platges et Tropicana. Près de la Tour de Badum, surgissent du fond de la mer de nombreuses sources d'eau douce. Cette zone habitée est devenue un site très recherché par les touristes.

### Climat
Alcossebre bénéficie d'un climat méditerranéen strict à tendance semi-désertique et chaud, avec un maximum de précipitations en novembre et au printemps 
| Mois                              | jan. | fév. | mars | avril | mai | juin | jui. | août | sep. | oct. | nov. | déc. | année |
| --------------------------------- | ---- | ---- | ---- | ----- | --- | ---- | ---- | ---- | ---- | ---- | ---- | ---- | ----- |
| Température minimale moyenne (°C) | 8    | 9    | 11   | 13    | 15  | 19   | 22   | 22   | 20   | 15   | 12   | 9    |       |
| Température maximale moyenne (°C) | 16   | 15   | 19   | 23    | 27  | 31   | 33   | 33   | 27   | 22   | 18   | 16   |       |
| Précipitations (mm)               | 40   | 68   | 63   | 68    | 31  | 41   | 21   | 31   | 57   | 51   | 118  | 33   | 622   |
| dont pluie (mm)                   | 40   | 68   | 63   | 68    | 31  | 41   | 21   | 31   | 57   | 51   | 118  | 33   | 622   |
| dont neige (cm)                   | 0    | 0    | 0    | 0     | 0   | 0    | 0    | 0    | 0    | 0    | 0    | 0    | 0     |

| Diagramme climatique                                  |       |        |        |        |        |        |        |        |        |         |       |
| J                                                     | F     | M      | A      | M      | J      | J      | A      | S      | O      | N       | D     |
| 16840                                                 | 15968 | 191163 | 231368 | 271531 | 311941 | 332221 | 332231 | 272057 | 221551 | 1812118 | 16933 |
| Moyennes : • Temp. maxi et mini °C • Précipitation mm |       |        |        |        |        |        |        |        |        |         |       |

### Communes voisines
Alcocebre est voisine des communes de Peñíscola, Benicarló, Vinaròs, Cálig, Cervera del Maestre, Santa Magdalena de Pulpis, toutes dans la Province de Castellón.

### Accès
Alcocebre est desservie par la sortie 44 (Torreblanca Alcocebre) de l'autoroute  AP-7 . La route nationale  N-340  passe à proximité. La gare de Alcala est à 7 km du centre de Peníscola.

## Gastronomie
La gastronomie d'Alcocebre repose sur la tradition maritime ancestrale de la localité et la richesse de la pêche de long de ses côtes.

## Galerie

Vues d'Alcossebre
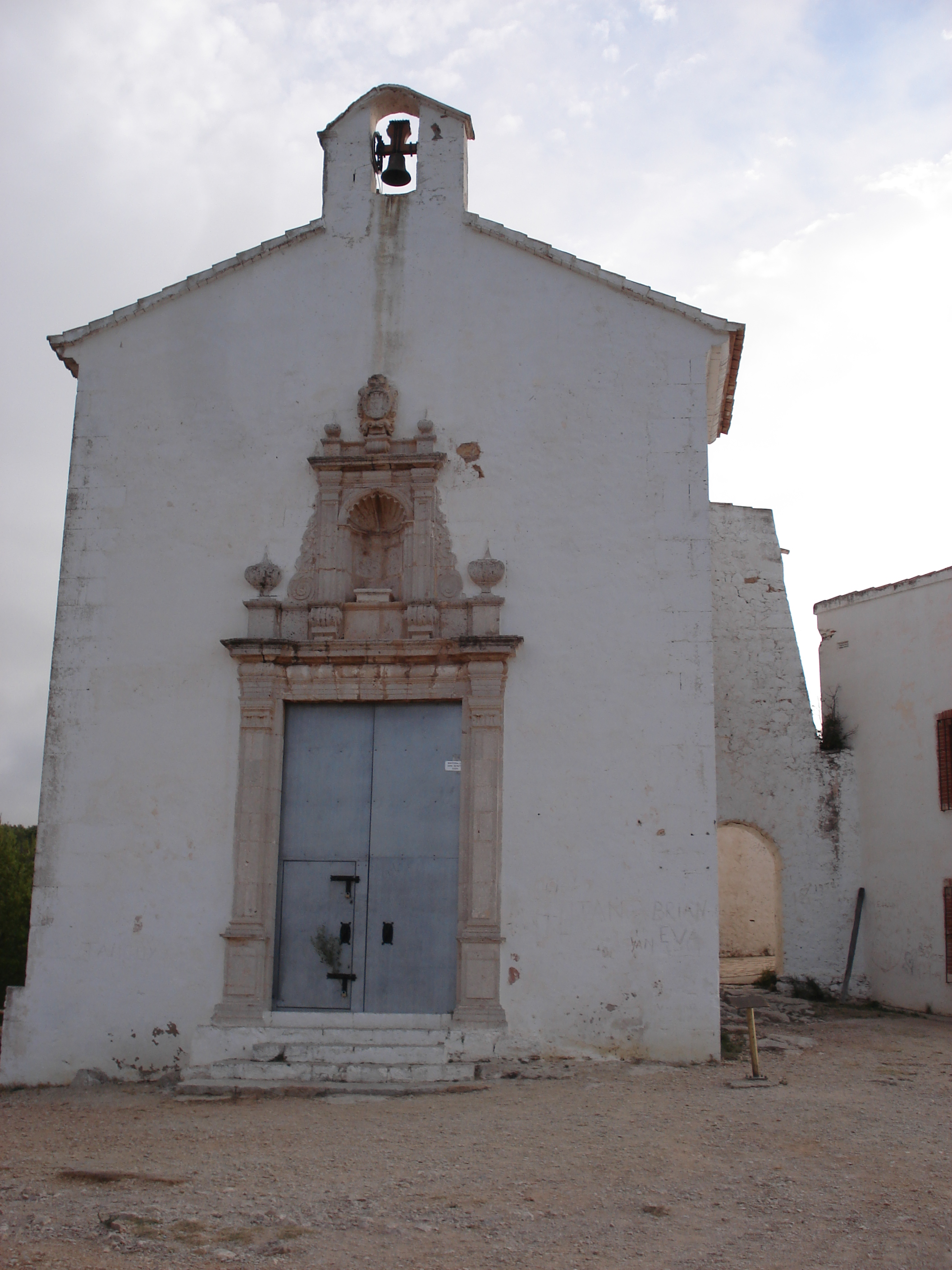
Ermitage de Sant Benet et Santa Llúcia
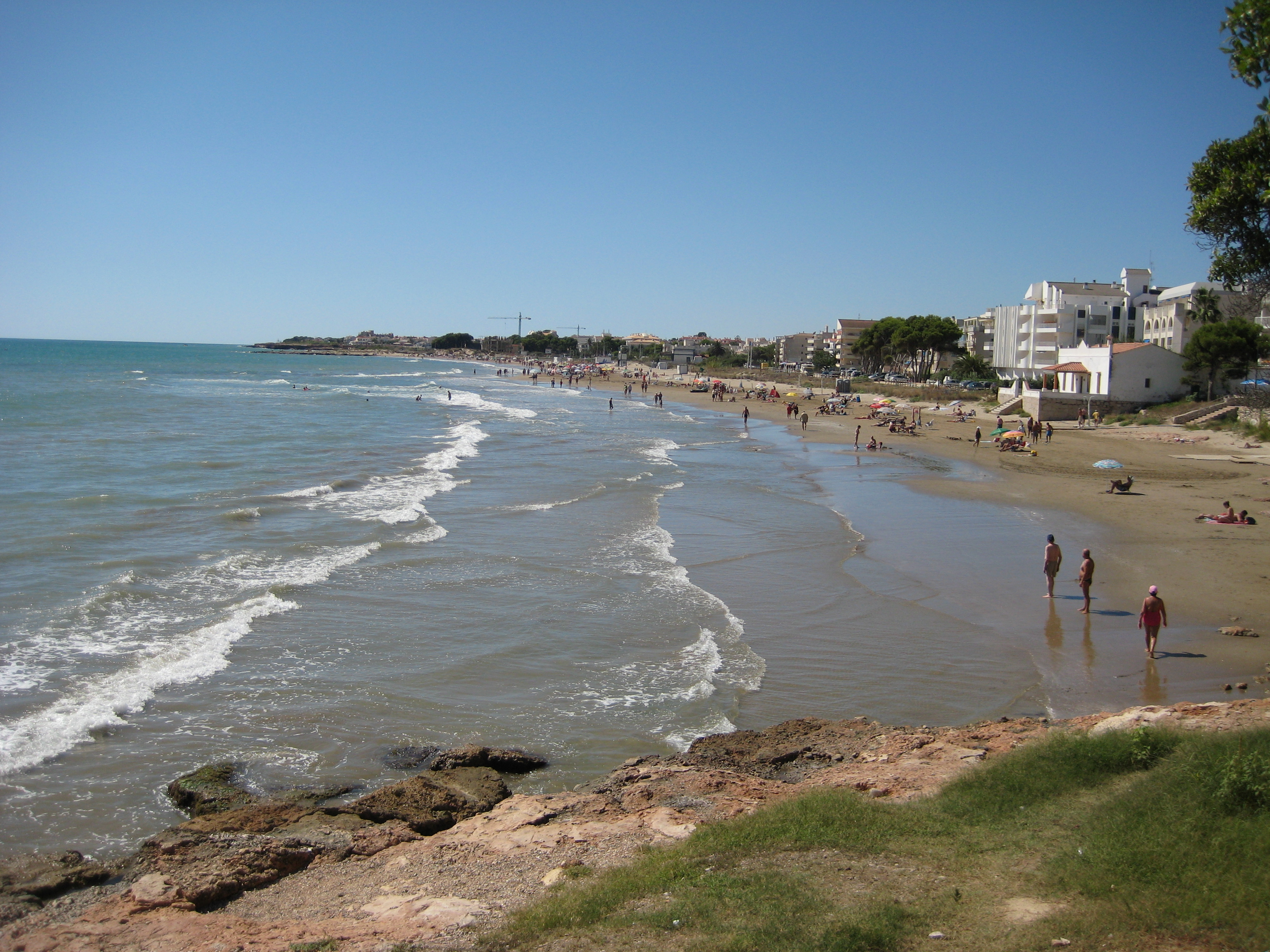
Plage Carregador
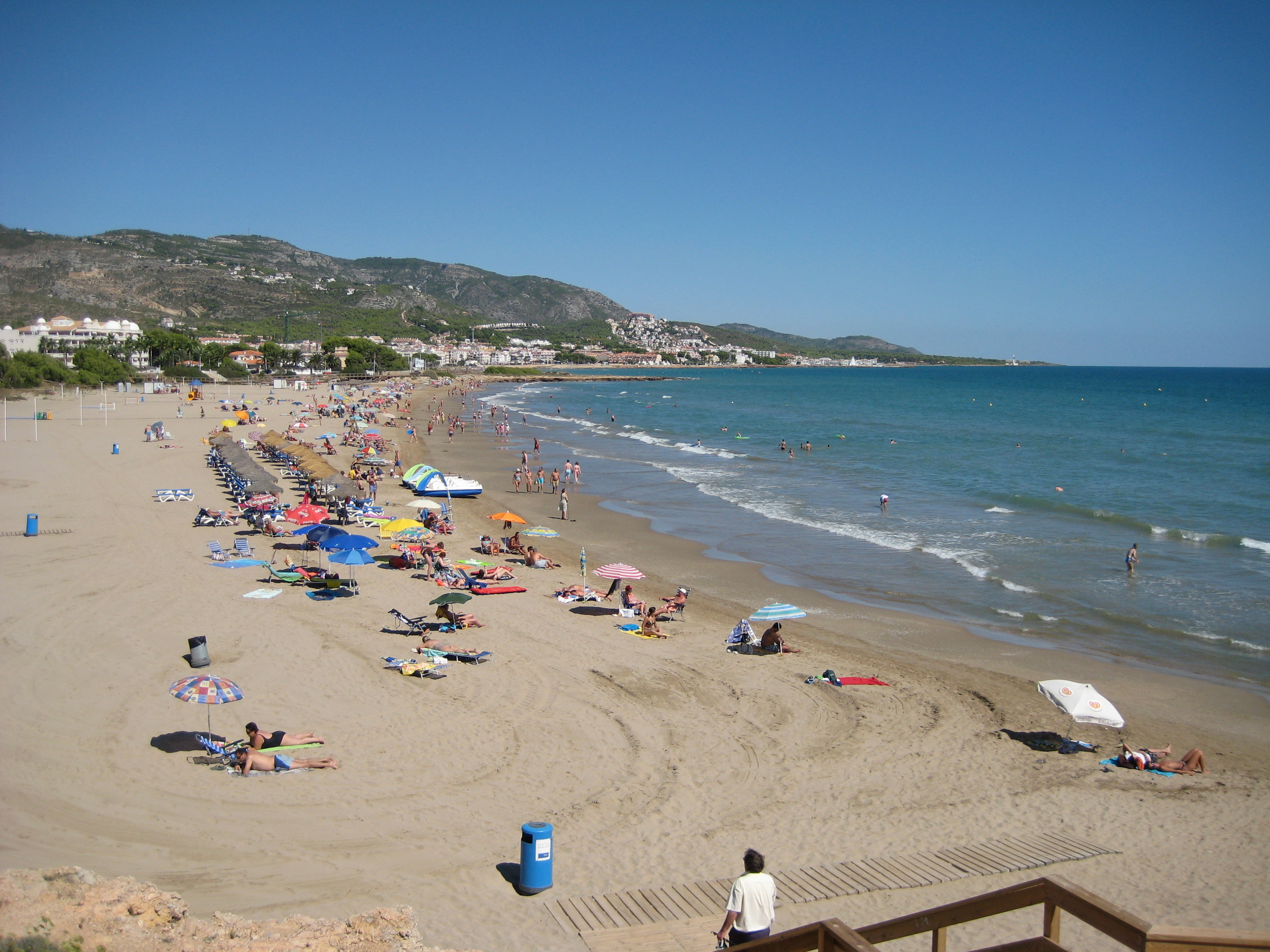
Plage Romana
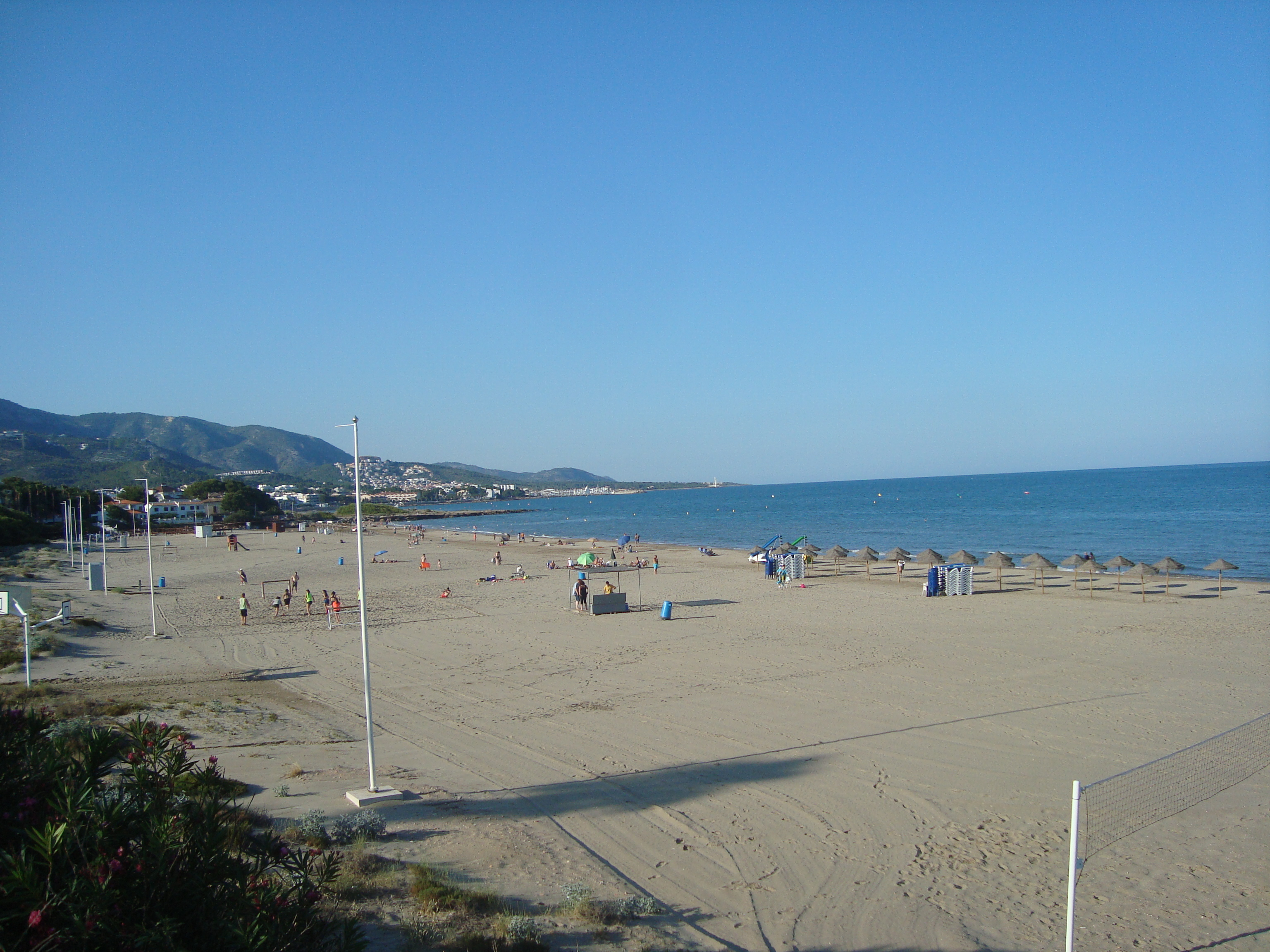
Plage Romana
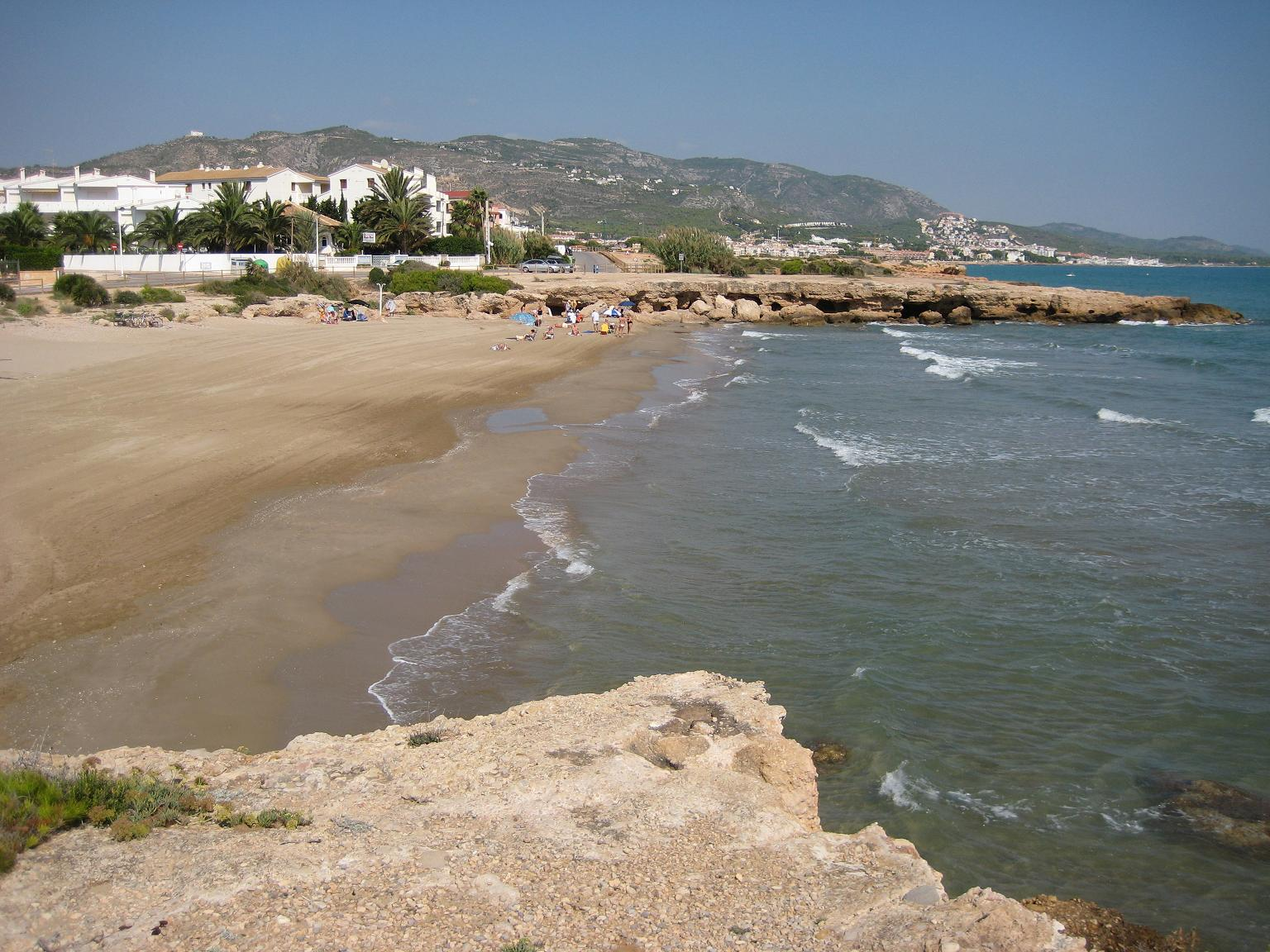
Plage del Moro
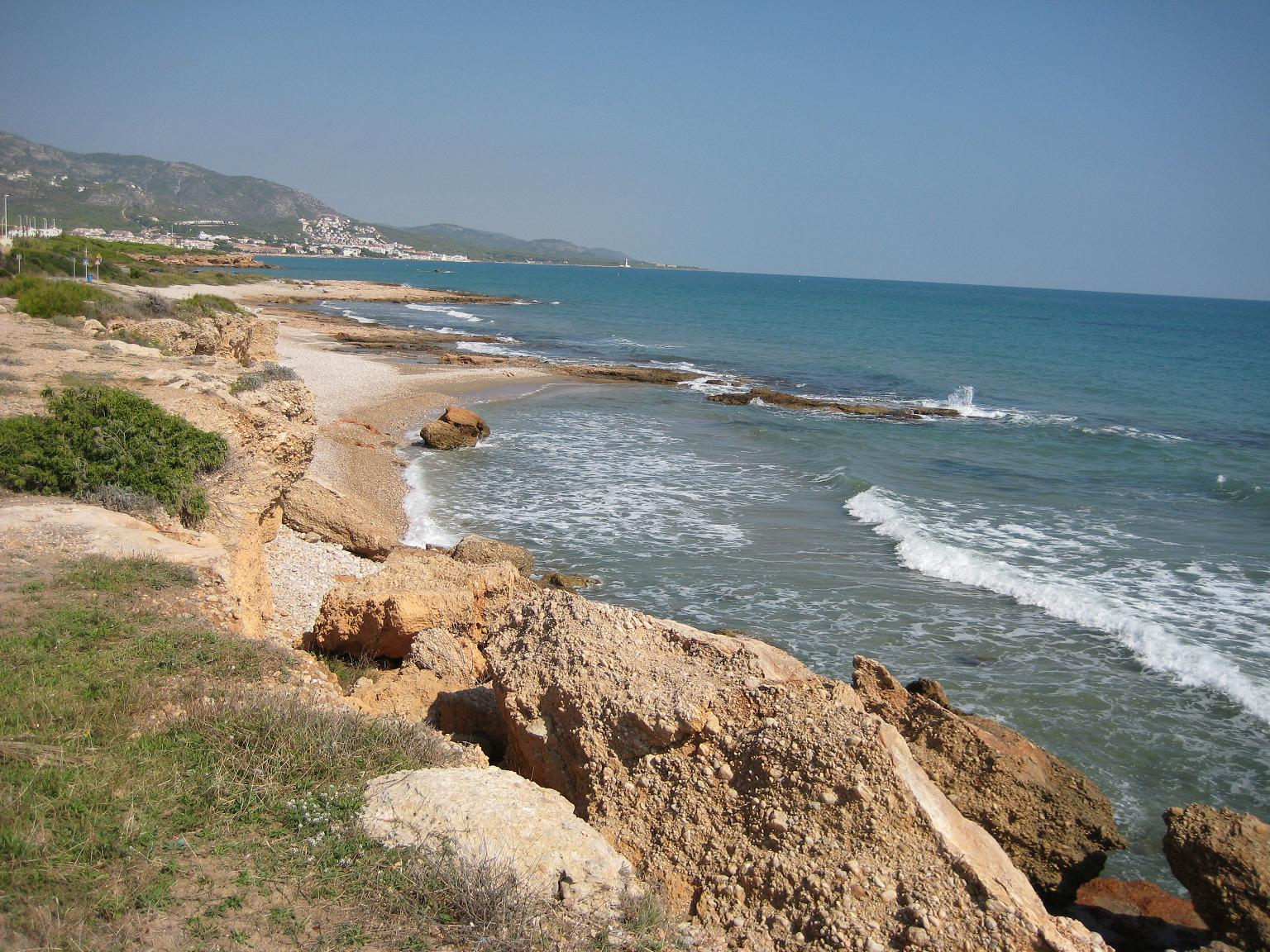
Trois Plages
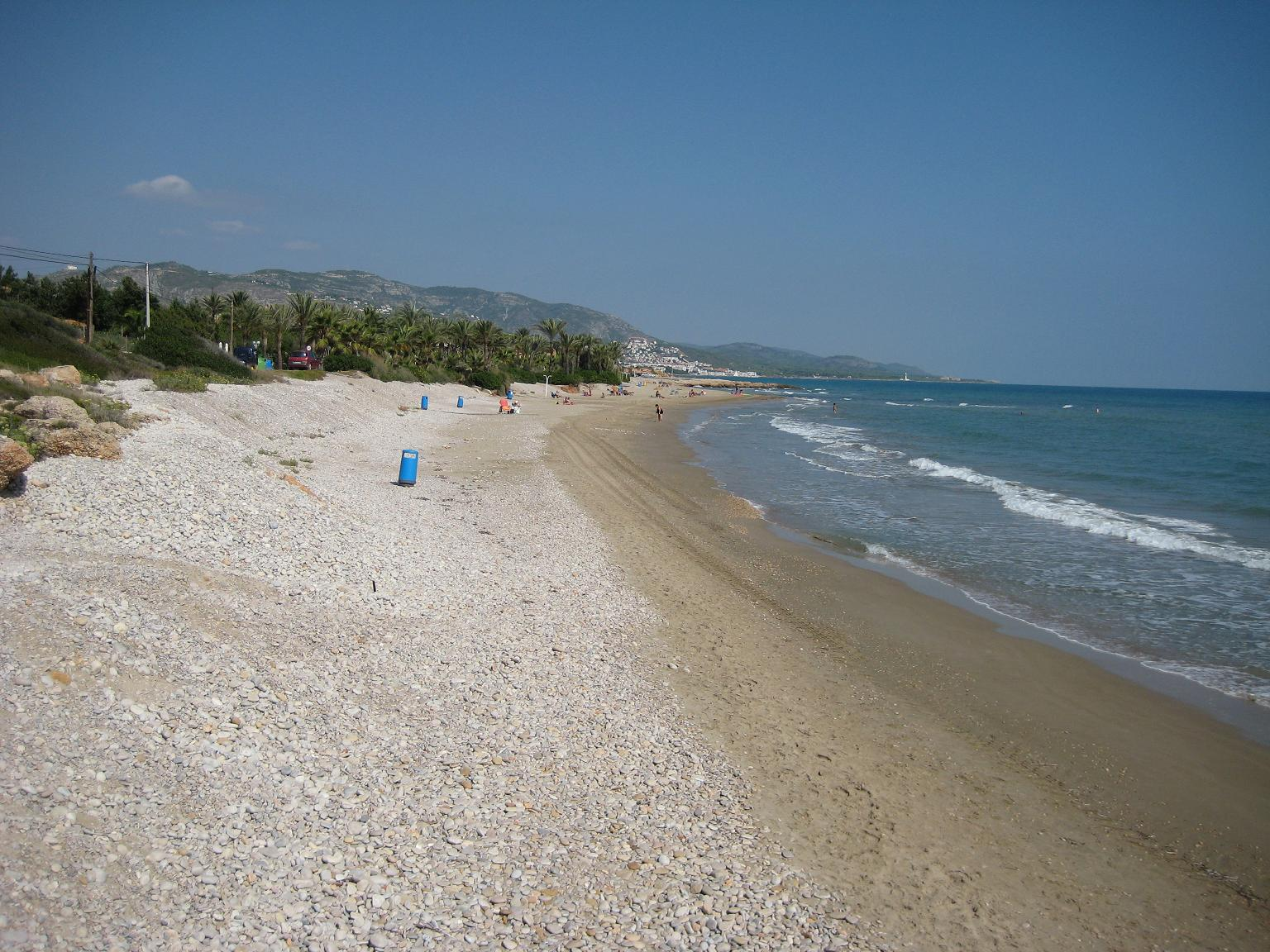
Plage de Manyetes
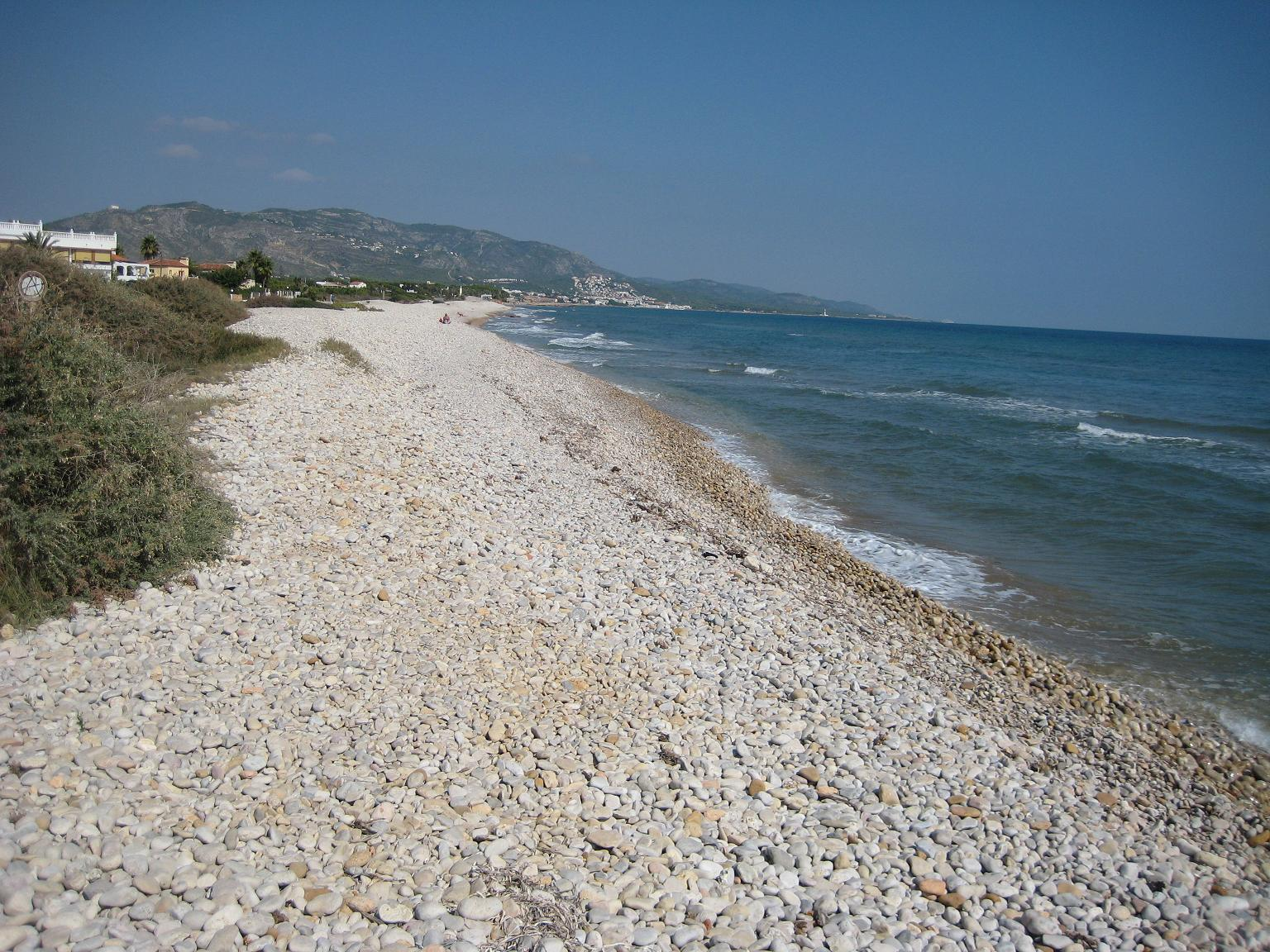
Plage del Serradal
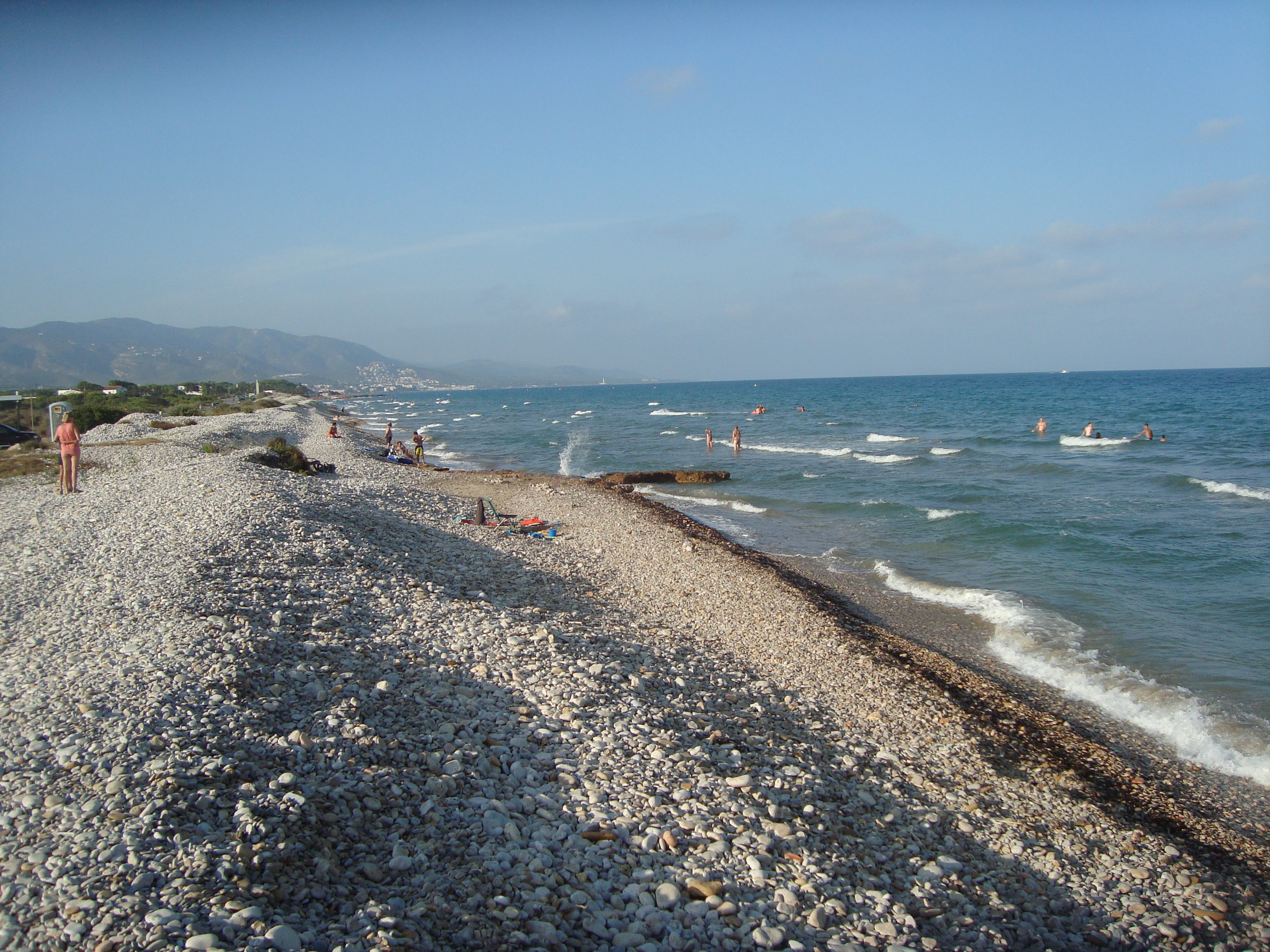
Plage del Serradal
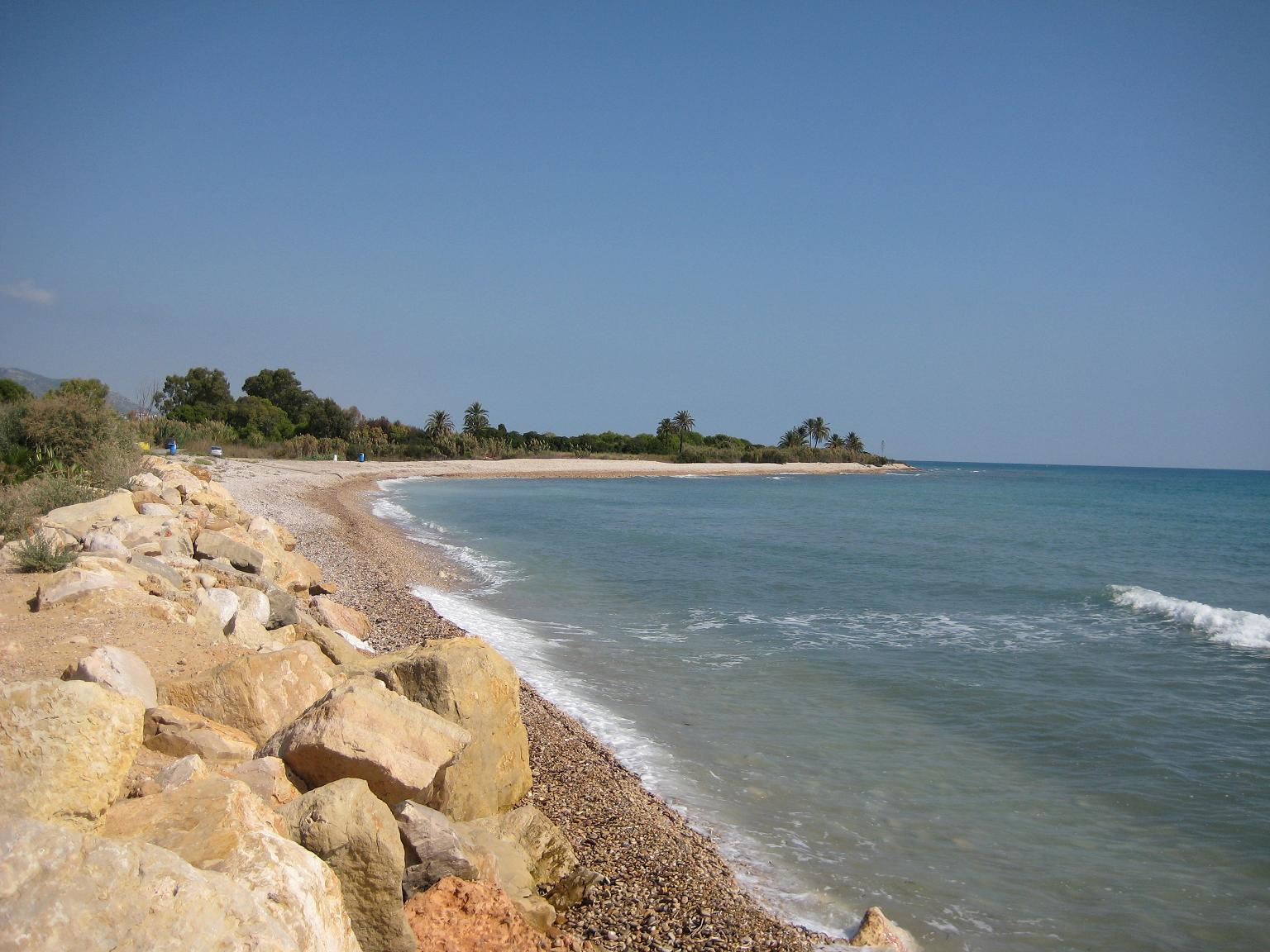
Plage de Capicorb
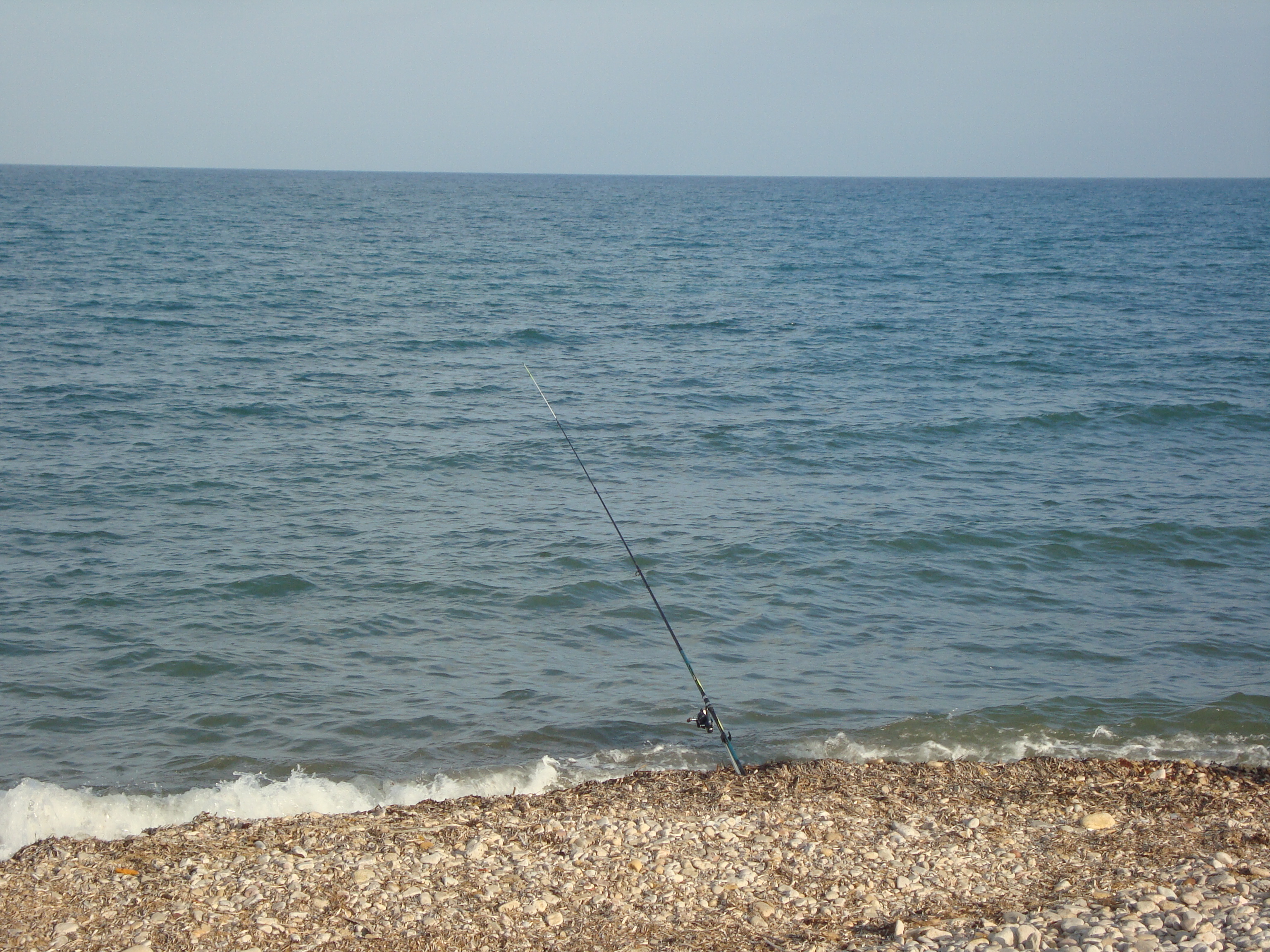
Plage de Capicorb